# Marquesado de Bogaraya
El marquesado de Bogaraya es un título nobiliario español concedido en 15 de julio de 1683 (Real Despacho de 12 de agosto de 1687) con el vizcondado previo de Bogaraya, por el rey Carlos II a favor de Francisco José Fernández-Zapata y Bernuy, caballero de la Orden de Alcántara.
El nombre del título hace referencia a un antiguo señorío familiar situado en la provincia de Almería.

## Marqueses de Bogaraya
|                        | Titular                                                   | Periodo                |
| Creación por Carlos II | Creación por Carlos II                                    | Creación por Carlos II |
| ---------------------- | --------------------------------------------------------- | ---------------------- |
| I                      | Francisco José Fernández-Zapata y Bernuy                  | 1683-1727              |
| II                     | Alonso Fernández-Zapata y Carvajal                        | 1727-1767              |
| III                    | Joaquín Fernández-Zapata y Afán de Ribera                 | 1767-1782              |
| IV                     | María Ana Fernández-Zapata y Afán de Ribera               | 1782-1810              |
| V                      | María del Carmen Gutiérrez de los Ríos y Fernández-Zapata | 1810-1863              |
| VI                     | Gonzalo Ramírez de Saavedra y Cueto                       | 1865-1899              |
| VII                    | Hernán Ramírez de Saavedra y Alfonso                      | 1902-1904              |
| VIII                   | Enrique Ramírez de Saavedra y Cueto                       | 1912-1914              |
| IX                     | María de la Clemencia Ramírez de Saavedra y Alfonso       | 1916-1918              |
| X                      | Francisco Javier Valera y Ramírez de Saavedra             | 1918-1968              |
| XI                     | Miriam Valera y Pidal                                     | 1969-                  |

## Historia de los marqueses de Bogaraya
- Francisco José Fernández-Zapata y Bernuy (bautizado en Granada el 21 de enero de 1645-Granada 10 de marzo de 1727) I marqués de Bogaraya. Le sucedió su hijo[3].

Contrajo matrimonio en Úbeda el 9 de febrero de 1697 con María Isabel de Carvajal y Mesia.
- Alonso Fernández-Zapata y Carvajal (bautizado en Granada el 20 de agosto de 1699-Granada 13 de diciembre de 1767) II marqués de Bogaraya. Le sucedió su hijo.

Contrajo matrimonio con Mariana Afán de Ribera y Muso.
- Joaquín Fernández-Zapata y Afán de Ribera (bautizado en Granada el 19 de septiembre de 1757-Granada 14 de septiembre de 1782) III marqués de Bogaraya. Le sucedió su hermana.

Contrajo matrimonio en Caravaca el 12 de octubre de 1777 con Ana María Melgarejo y Afán de Ribera.
- María Ana Fernández-Zapata y Afán de Ribera (bautizada en Granada 17 de septiembre de 1757-Granada, 5 de febrero de 1810) IV marquesa de Bogaraya. Le sucedió su hija.

Contrajo matrimonio en Granada el 3 de marzo de 1794 con Lorenzo Gutiérrez de los Ríos y Egas Venegas de Córdoba.
- María del Carmen Gutiérrez de los Ríos y Fernández-Zapata (Granada, 13 de octubre de 1795-Savona, 5 de abril de 1863) V marquesa de Bogaraya.[4] Sucesión colateral, en un descendiente de la hermana del primer titular[5].

Contrajo matrimonio en Granada el 26 de octubre de 1814 con Francisco de Paula de Mora y Chirino, VI marqués de Lugros.
- Gonzalo Ramírez de Saavedra y Cueto (12 de agosto de 1831-13 de enero de 1899) VI marqués de Bogaraya[6].

Contrajo matrimonio el 26 de junio de 1857 con Fernanda de Gaviria y Gutiérrez, viuda de Ricardo Soriano, hija de Manuel de Gaviria y Alcoba, II marqués de Gaviria y I conde de Buena Esperanza, y de María Gutiérrez Tejedor. Sucedió su sobrino.
- Hernán Ramírez de Saavedra y Alfonso (París, 22 de octubre de 1865-5 de marzo de 1904) VII marqués de Bogaraya. :: Sucedió su padre.

- Enrique Ramírez de Saavedra y Cueto (Nació en La Valeta, Malta, el 13 de septiembre de 1828-Madrid  7 de noviembre de 1914) VIII marqués de Bogaraya,[7] IV duque de Rivas, XIII marqués de Auñón, VII marqués de Andía, VII marqués de Villasinda. Le sucedió su hija.

Casó en París el 10 de agosto de 1864 con María Celina de Alfonso y Aldama, hija de José Ramón de Alfonso y García de Medina (1810-1881), primer marqués de Montelo, natural de La Habana, y de María de los Dolores de Aldama y Alfonso, su mujer y prima carnal, nacida en Matanzas y hermana del primer marqués de Santa Rosa.
- María de la Clemencia Ramírez de Saavedra y Alfonso (París, 21 de enero de 1874-Madrid el 29 de mayo de 1946), IX marquesa de Bogaraya; VIII marquesa de Villasinda. Sucedió su hijo.

Contrajo matrimonio en Madrid el 16 de mayo de 1898  con  Luis Valera y Delavat, hijo de Juan Valera y Alcalá Galiano y de María de los Dolores Delavat y Arcos.
- Francisco Javier Valera y Ramírez de Saavedra (Shanghái 18 de diciembre de 1900-Zarauz, 23 de agosto de 1968) X marqués de Bogaraya[8]. Sucedió su hija.

Contrajo matrimonio con Ángela Pidal y Sancho-Mata.
- Miriam Valera y Pidal, XI marquesa de Bogaraya.[9]

Contrajo matrimonio con Fernando Roca de Togores y Bruguera.